# 에드나 파커
에드나 루스 파커(혼전성 스콧(Scott), 영어: Edna Ruth Parker, 1893년 4월 20일 ~ 2008년 11월 26일)는 미국의 슈퍼센티네리언이다.

## 생애
파커는 1893년 미국 인디애나주 모건 군에서 태어났다. 그녀는 프랭클린 대학교에 입학하기 위해 프랭클린 고등학교에 진학했다. 파커는 스미스랜드에 있는 2개의 방과후학교에서 몇 년 동안 교편을 잡았고, 1913년 4월 12일 옆집 이웃인 얼 파커와 결혼했다. 얼은 1939년 2월 23일에 죽었다. 그들에게는 클리포드와 얼 주니어 두 아들이 있었는데, 두 아들은 둘 다 살아남았다. 그녀의 두 자매는 파커를 앞질렀다. 한 자매는 99세에 죽고 다른 한 자매는 88세에 죽었다. 파커가 죽었을 때, 그녀는 다섯 명의 손자, 열세 명의 증손자, 열세 명의 고손자가 있었다.
파커는 남편이 사망한 45세부터 1993년까지 농장에서 혼자 살았으며, 100세 때인 1993년까지 그녀는 여전히 매우 건강한 상태로 아들 클리포드와 잠시 살다가 인디애나주 셸비빌에 있는 은퇴 공동체인 헤리티지 하우스 회복 센터의 요양소로 이사했다. 파커는 죽을 때까지 매일 신문을 읽고 시를 낭송하는 것을 즐겼고, 특히 제임스 휘트콤 라일리의 작품들을 즐겨 읽었으며, 가족에 따르면 그의 시를 방문객들에게 인용하는 것을 좋아했다고 한다.

### 말년
파커의 100번째 생일은 그녀의 가족에 의해 축하되었고, 파커가 109세가 되었을 때, 그 사건은 주 전역에 알려지게 되었다. 2004년 111번째 생일에 그녀는 주지사와 대통령으로부터 찬사를 받았다. 보스턴 대학교 뉴잉글랜드 센테나리아 연구는 극한의 장수의 유전학에 대한 연구의 일환으로 2006년에 파커의 DNA 샘플을 채취했다. 2007년 1월, 파커는 미국에서 최고령자가 되었고 7개월 후, 2007년 8월 13일 일본의 미나가와 요네 사망에 이어 세계 최고령자가 되었다.
그 사건은 "인디애나 역사의 어머니"로 기록된다. 파커는 2008년 마크 돌란의 다큐멘터리 《Moment of Indiana History》의 에피소드, 그리고 2009년 방송된 또 다른 다큐멘터리 《How to Live Forever》에 출연하였다. 114번째 생일에, 그녀는 딕 체니 부통령으로부터 편지를 받았는데, 그는 젊은 세대들과 "지혜와 경험을 공유한다"고 감사했고, 시장으로부터 셸비빌 시의 열쇠를 받았고, 주지사와 상원의원의 방문을 받았다. 2007년 4월 21일, 당시 113세였던 문시의 베르타 프라이를 만났는데 이 두 명의 초원학자가 모인 자리에서 두 사람이 직접 자격증을 땄다. 파커는 2008년 8월 13일 알렌이 사망할 때까지 기네스북에 의해 확인된 가장 키가 큰 여성 샌디 앨런과 같은 요양원에서 살았다. 파커는 자신의 장수에 대한 설명을 하지 않았고, 질문자들에게 가장 중요한 것은 "교육 수준"이라고 간단히 충고했다고 한다.
헤리티지 하우스 회복 센터는 파커의 115번째 생일을 축하하기 위해 두 개의 파티를 계획했다. 하나는 공개 기념식이고 하나는 개인 가족이다. 파커는 풍선이 하늘로 뜨는 것을 즐겨 보았기 때문에 15개의 다양한 색깔의 풍선이 각각 출시되었다. 그녀는 세계 최고령 여성으로 어린이들을 위한 책에 수록되었다. 파커는 2008년 11월 26일 생후 7개월 만에 양로원에서 사망하여 115세 220일을 보냈다. 그녀의 죽음은 전 세계에 보도되었다. 그녀는 셸비빌 밀러 묘지에 묻혀 있다. 파커가 죽은 후, 포르투갈 여성 마리아 드 예수가 세계 최고령자가 되었다.